# 인성군
인성군(仁城君, 1588년 12월 17일(음력 10월 29일) ~ 1628년 6월 21일(음력 5월 20일))은 조선의 왕족이다. 선조의 7남이며 생모는 정빈 민씨이다. 인조 대에 역모에 연루되어 탄핵을 받고 사사되었다.

## 생애

### 탄생과 왕자 시절
1588년(선조 21년) 10월 29일, 선조(宣祖)와 정빈 민씨(靜嬪 閔氏)의 장남으로 태어났다. 선조에게는 일곱번째 아들이다. 이름은 공(珙)이며 호는 백인(百忍)이다.
5살 때인 1592년(선조 25년) 임진왜란이 발발하는 바람에 의주로 피난을 갔다가, 1597년(선조 30년) 성천으로 옮겨졌다. 이 해 음력 12월 한양으로 돌아와 정식으로 인성군(仁城君)에 봉해졌다.
1603년(선조 36년) 3월 9일, 형조판서를 지낸 윤승길의 딸과 혼인하였다. 《선조실록》에 실린 인성군의 혼례와 관련하여 당시 전쟁을 겪은 직후에 이뤄진 혼례임에도 쓰이는 재물은 오히려 이전보다 훨씬 많고, 가례를 담당한 관원들이 사적으로 재물을 챙기면서 백성들에게까지 재물을 갈취하는 바람에 그 아우성이 듣지 못할 정도로 참혹했다고 맹비난을 하고 있다.
1604년(선조 37년) 호성공신과 호성원종공신을 책록할 때 인성군은 이복 형 순화군, 이복 동생 의창군과 함께 호성원종공신 1등의 한 사람으로 책록되었다.

### 광해군 시대
이복 형인 광해군 즉위 후에는 사옹원과 종부시의 도제조를 맡았다. 그러나 1612년(광해군 4년) 길에서 조정의 대간을 보고도 아무런 예의를 갖추지 않은 채 말에서 내리지 않고 그냥 지나갔다가 탄핵을 받고, 1615년(광해군 7년) 음력 윤8월 2일에는 역모에까지 몰렸으나 모두 광해군의 비호로 아무 일 없이 지나갈 수 있었다.
인성군은 선조의 계비 인목왕후와 그 아들 영창대군의 폐위 및 사사에도 적극 참여하면서, 두 사람의 죄를 다스릴 것을 청하였다. 1613년(광해군 5년)에는 먼저 영창대군의 사사를 적극적으로 간하면서, 영창대군의 죄를 논하는 데에 참석하지 않은 종친들을 파직시킬 것을 간하였다. 또 1617년(광해군 9년)부터는 종실들을 이끌고 인목왕후의 폐출을 앞장서서 간하기 시작하였다.

### 인조 시대
1623년(인조 원년) 인조반정이 일어나자, 지난 날 인목왕후의 폐위 등에 동조했다 하여 그 처벌이 논의됐으나 인조가 윤허하지 않아 무사할 수 있었다. 또 인조는 인성군을 항상 숙부라고 부르며 예우를 하였다고 한다. 그러나 이 해에 출근하던 사헌부의 관리들이 길에서 자신을 보고도 피하지 않자 이를 문제삼고 감찰을 추고하도록 청하였는데, 이것이 헌부에 의해 받아들여지지 않자 함부로 꾸짖고 욕보이는 바람에 또 탄핵을 받았다. 그러나 이 때에도 인조의 비호 아래 아무 일 없이 지나갔다.
그러나 이듬해인 1624년(인조 2년) 음력 11월에 폐위된 광해군을 태상왕으로 올리고 인성군을 왕으로 추대하려 했다는 역모가 고변되었다. 이로 인해 당시 수많은 대신들이 인성군의 유배를 주청하였으나, 인조는 인성군이 역모를 주도한 무리에 가담한 흔적이 없어 벌을 줄 수 없다 하여 계속해서 처벌을 미뤘다. 그러나 인성군의 유배를 주청하는 상소는 이듬해 음력 2월까지 수도 없이 계속되었고, 결국 이를 이기지 못한 인조는 1625년(인조 3년) 음력 2월 23일 인성군에게 유배령을 내렸다. 다만 유배지에서도 그 거처를 편안하게 하고 물자도 부족하지 않게 공급하도록 명하였다. 이틀 후인 음력 2월 25일 인성군은 강원도 간성군에 안치되었는데, 이날 인조는 인성군의 아들 해평도정에게 직접 인성군이 유배를 가게 된 사정을 말해줬을 뿐 아니라, 다음날에는 인성군에게 교자와 어의, 호위병 등을 붙여주었다.
한편 이 해 음력 10월 18일 검열 목성선, 승문원 부정자 유석 등이 인성군에게는 죄가 없으니 방면하라는 상소를 올렸다. 게다가 전날에는 인성군의 유배지에 다녀온 아들 해평도정이 인성군이 병으로 고통스러워 함을 설명하자, 인조는 인성군에 대해 석방을 명하였다. 그러나 곧바로 대간에서 목성선의 상소가 잘못된 것이라고 연이어 반박을 하는 바람에, 인성군은 석방되지 못하고 원주로 이배되었다. 이후 인조는 인성군에게 지속적으로 의원과 약, 옷감 등을 보내주었고, 1626년(인조 4년) 음력 11월 1일 인성군의 생모 정빈 민씨가 병이 들었다는 이유로 마침내 인성군을 석방토록 하였다.
그러나 이듬해인 1628년(인조 6년) 음력 1월 3일, 당시 세마 허유(許逌) 등을 비롯한 이들이 일으킨 역모에 인성군도 참여했다는 고변이 또 들어왔다. 이때는 인목대비까지 나서서 인성군의 처벌을 주청하였고, 종실들도 매일같이 인조를 찾아와 인성군의 처벌해야 한다는 상소를 올렸다. 결국 인성군은 음력 1월 21일 전라도 진도에 안치되었고, 다만 그 가족들과 함께 살 수 있도록 하였다. 이후 대신들은 계속해서 인성군의 사사를 청하기 시작했고, 결국 인조는 음력 5월 14일 인성군에게 자진할 것을 명하였다. 인성군은 6일 후인 음력 5월 20일 향년 41세를 일기로 생을 마감하였다.

### 사후
인성군의 사망 소식을 들은 인조는 그 장례를 예장하도록 하였으나, 이 역시 대신들이 반대하는 바람에 "예장(禮葬)"을 "후장(厚葬)"이라고 이름을 바꾸는 선에서 타협을 보았다.
한편 계속해서 유배지에 남아있던 인성군의 가족들은 1628년(인조 6년) 음력 5월 29일 제주도로 이배되었다. 이후 여자들과 어린 아이들에 한해 1629년(인조 7년) 먼저 방면되었고, 1633년(인조 11년)에는 인성군의 장성한 아들들도 모두 방면되었다. 이어 1637년(인조 15년) 음력 3월 23일 인성군의 관작도 모두 회복되었다. 시호는 효민(孝愍)이다.
현재 인성군의 묘소는 경기도 의정부시 금오동에 있다. 부인 윤씨와 합장되어 있으며, 묘비 및 상석, 문인상, 망주석 등을 갖추고 있다. 인성군의 묘는 1986년 3월 14일 의정부시의 향토유적 제3호로 지정되었다.

## 기타
- 인성군이 궁을 나가 살던 지역을 "인성붓재"라는 이름으로 불렀는데, 이것을 한자로 바꿔 "인성현(仁城峴)"으로 부르다가, 이것을 줄여 "인현(仁峴)"이라고 하였다. 이 이름은 현재 서울특별시 중구 인현동의 동명의 유래가 되었다[36].
- 인성군의 막내아들인 해양군은 제주도로 이배되었을 당시 자신이 제주도에서 보고 들은 것을 문집 《규창집(葵窓集)》에 기록하였다. 이는 현재 당시의 제주도의 모습을 연구하는데 중요한 사료로 평가되고 있다[37].

## 가족 관계
인성군은 해평 윤씨 윤승길의 둘째 딸과 결혼하여 5남 2녀를 낳았다. 장남은 해평군 이길이며, 차남은 해안군 이억이다. 해평군과 해안군은 모두 선조와 순빈 김씨의 아들 순화군의 양자로 들어갔다. 3남은 해원군 이건, 4남은 해령군 이급, 5남은 해양군 이희이다.
한편 대한민국의 국회의장을 지낸 이재형은 인성군의 10대 종손(宗孫)이다.
- 조부 : 덕흥대원군(德興大院君, 1530 ~ 1559)
- 조모 : 하동부대부인 정씨(河東府大夫人 鄭氏, 1522 ~ 1567)
  - 부왕 : 제14대 선조(宣祖, 1552 ~ 1608)
- 외조부 : 민사준(閔士俊, 1537 ~ ?)
- 외조모 : 맹익선(孟益善)의 딸 신창 맹씨
  - 생모 : 정빈 민씨(靜嬪 閔氏, 1567 ~ 1626)
    - 여동생 : 정인옹주(貞仁翁主, 1590 ~ 1656)
    - 여동생 : 정선옹주(貞善翁主, 1594 ~ 1614)
    - 여동생 : 정근옹주(貞謹翁主, 1599 ~ 1613)
    - 남동생 : 인흥군(仁興君, 1604 ~  1651)

  - 장인 : 해평 윤씨 윤승길(尹承吉, 1540 ~ 1616)
  - 장모 : 박간(朴諫)의 딸 반남 박씨
    - 부인 : 해평군부인 해평 윤씨(海平郡夫人 海平 尹氏)
      - 장남 : 해평군(海平君) 이길(李佶, 1605 ~ ?)[주 6]
      - 며느리 : 신급(申岌)의 딸 군부인 평산 신씨
      - 며느리(측실) : 미상 
        - 서손녀 : 이귀령(李貴齡, 1638 ~ ?)
        - 손녀 : 이환(李煥)의 처
        - 손녀 : 현감(縣監) 박내창(朴乃昌)의 처

      - 장녀 : 전주 이씨(1608 ~ ?)
      - 사위 : 의령 남씨 영장(營將) 남수성(南壽星)
        - 외손자 : 남천석(南天錫, 1639 ~ ?)

      - 차남 : 해안군(海安君) 이억(李億, 1613 ~ 1655) - 순화군에게 출계[40]
      - 3남 : 해원군(海原君) 이건(李健, 1614 ~ 1662)[41]
      - 며느리 : 심위(沈闈)의 딸 군부인 풍산 심씨
        - 손자 : 화창군(花昌君) 이연(李沇, 1639 ~ ?)
        - 손자 : 화선군(花善君) 이량(李湸, 1645 ~ ?)
        - 손자 : 화산군(花山君) 이곤(李滾)
        - 손자 : 화춘군(花春君) 이정(李㵾, 1648 ~ ?)
        - 손녀 : 이철숙(李鐵淑, 1651 ~ ?)
        - 손자 : 화천군(花川君) 이비(李淝, 1652 ~ ?)
        - 손자 : 화릉군(花陵君) 이도(李洮, 1659 ~ ?)

      - 4남 : 해령군(海寧君) 이급(李伋, 1615 ~ 1690)[42]
      - 며느리 : 김유해(金有海)의 딸 군부인 광산 김씨
        - 손녀 : 이희숙(李熙淑, 1642 ~ ?)
        - 손녀 : 이종숙(李終淑, 1647 ~ ?)
        - 손자 : 광평군(光平君) 이명(李溟, 1649 ~ ?)
        - 손자 : 광천군(光川君) 이정(李渟, 1651 ~ ?)
        - 손자 : 광선군(光善君) 이장(李漳, 1653 ~ ?) - 장남 해평군(海平君)의 양자로 출계
        - 손자 : 광산도정(光山都正) 이하(李河, 1656 ~ ?)

      - 며느리(양첩) : 진이(眞伊)
        - 서손녀 : 이초선(李楚仙, 1633 ~ ?)
        - 서손자 : 영주군(瀛洲君) 이완(李浣, 1634 ~ ?)

      - 며느리(양첩) : 태정(太貞) 
        - 서손자 : 풍안수(豊安守) 이회(李瀤, 1667 ~ ?)
        - 서손자 : 이후만(李後晚, 1670 ~ ?)
        - 서손자 : 이하만(李何晚, 1676 ~ ?)
        - 손자 : 풍창군(豊昌君) 이개(李漑)
        - 손자 : 풍림군(豊林君) 이주(李澍)
        - 손자 : 풍양부수(豊陽副守) 이발(李渤)

      - 며느리(노비) : 줏생(㗟生)
        - 서손녀 : 이필향(李弼香, 1666 ~ ?)
        - 서손녀 : 이이향(李二香, 1673 ~ ?)
        - 서손자 : 이태만(李太晚, 1677 ~ ?)
        - 손녀 : 심미(沈楣)의 처

      - 5남 : 해양군(海陽君) 이희(李僖, 1620 ~ ?) - 흥안군에게 출계[43]
      - 차녀 : 전주 이씨
      - 사위 : 심장경(沈長卿)

## 같이 보기
- 조선의 역사